# Dymocks
 (février 2025).
Dymocks est une chaîne de librairies australienne. Fondée par William Dymock (en) en 1879, elle a son siège à Sydney, en Nouvelle-Galles du Sud.

## L'histoire
La première librairie Dymocks a été ouverte à Sydney par William Dymock en 1879, dans Market Street. Au fil des ans, son commerce s'est développé et il a déménagé dans des locaux plus vastes au 428 George Street, sous le nom de Dymock's Book Arcade, et il a fini par avoir un million de livres en stock. Comme il est mort sans enfant et sans s'être marié, l'entreprise est passée à sa sœur, Marjory, qui était mariée à John Forsyth. Depuis lors, la famille Forsyth gère Dymocks. En 1922, la famille Dymock a acheté le site de l'ancien Royal Hotel dans George Street et a construit le bâtiment historique Art déco de Dymocks, achevé en 1930. En 1986, la chaîne de librairies a été créée sous forme de franchise et a depuis ouvert des magasins dans tous les États d'Australie continentale, ainsi qu'à l'étranger, en Nouvelle-Zélande et à Singapour.

## Annexe